# CGI (entreprise)
Pour les articles homonymes, voir CGI.

Siège social de CGI France, Tour CB16, place des Reflets, La Défense.

CGI (pour Conseillers en gestion et informatique) est une entreprise canadienne de services-conseils en technologie de l’information (TI), d’intégration de systèmes, d’impartition et de solutions. Son siège est à Montréal, au Québec.
Elle a été fondée en 1976 par Serge Godin et André Imbeau avant de s'implanter à Montréal. À la fin de leur première année, ils avaient généré des revenus de 138 000 $. CGI se classe aujourd’hui parmi les cinq plus grands groupes mondiaux dans son secteur. En 2019, CGI et ses filiales emploient plus de 77 000 professionnels et réalisent un chiffre d'affaires de 12,11 milliards de dollars canadiens.
Le Groupe CGI fait partie de la liste Forbes Global 2000, un classement des 2000 plus grandes entreprises au monde publié par le magazine économique américain Forbes. CGI fait également partie de l’indice S&P/TSX 60, la liste des 60 plus grandes entreprises canadiennes par capitalisation boursière.

## Historique
En 1976, Serge Godin fonde CGI à Québec en juin puis il est rejoint par André Imbeau.
En 1986, CGI fait sa première acquisition, la société BST. Le groupe s'inscrit à la Bourse de Montréal et commence à faire l'acquisition d'entreprises offrant des services d'externalisation.
En 1992, les actions de CGI sont cotées à la Bourse de Toronto.
En 1994, CGI se conforme aux normes de qualité ISO et obtient la certification ISO 9001, c'est la première firme nord-américaine en TI à obtenir cette certification.
En 1998, CGI fusionne avec Bell Sygma, doublant presque la taille de l’entreprise; ses actions sont cotées à la Bourse de New York. Elle prend également part au capital de CIA (maintenant Alithya), qui rachètera ses parts en 2010.
En 2001, CGI acquiert IMRglobal et ainsi devient notamment présente en Inde.
En 2003, CGI fait l'acquisition de Cognicase, une société de services de 3 800 employés.
En 2004, CGI fait l’acquisition de American Management Systems (AMS), s'implante en Australie et augmente sa présence aux États-Unis et en Europe.
En 2006, Michael E. Roach devient président et chef de la direction.
En 2010, CGI fait l’acquisition de Stanley Inc. et de ses filiales Oberon et Techrizon. CGI accroît ainsi sa présence sur le marché américain notamment pour le gouvernement fédéral des États-Unis. Cette fusion accroît le nombre de professionnels de 5 000 personnes aux États-Unis.
Fin mai 2012, le groupe CGI dépose une offre de rachat sur la SSII européenne Logica. Après acceptation de cette offre par les actionnaires de Logica au prix de 2,8 milliards dollars US, cette prise de contrôle est effective le 20 août 2012. En novembre 2012, CGI fait des économies d'échelle et annonce qu'il licencie jusqu'à 2 400 employés de Logica.
En septembre 2012, CGI annonce avoir signé un contrat de 89,4 millions de dollars américains avec l'armée des États-Unis, contrat qui est remporté par sa filiale CGI Federal. Le même mois, CGI annonce l'obtention d'un contrat avec la Defense Information Systems Agency qui pourrait atteindre la somme de 871 millions de dollars américains.
En novembre 2012, CGI signe un contrat de 142 millions de dollars canadiens avec la société John Hancock, filiale de Financière Manuvie.
En janvier 2013, CGI obtient un contrat pour la communication électronique interne de l'armée américaine d'une valeur potentielle de 7 milliards dollars US.
En septembre 2013, le Groupe CGI est inscrit à l'indice boursier S&P/TSX 60 qui regroupe les soixante valeurs les plus importantes de la Bourse de Toronto, à la suite de cette inscription le titre a grimpé de 6,32 %.
En janvier 2014, CGI obtient un contrat de 120 millions de couronnes suédoises avec l’organisme d’inspection générale du ministère suédois de la Santé et des Affaires sociales (IVO).
En mars 2016, CGI fait l'acquisition de la société française Alcyane Consulting, un cabinet de conseil et d’ingénierie informatique intervenant principalement dans les environnements financiers.
En octobre 2016, George D. Schindler succède à Michael Roach et devient le 3e chef de la direction de l’histoire de CGI.
En novembre 2016, CGI fait l’acquisition de Collaborative Consulting afin d’ajouter à son offre davantage de capacités liées à la technologie numérique et aux systèmes de gestion de l’information.
CGI continue à acquérir des firmes de services locales et axées sur la propriété intellectuelle (PI) telles que JSL et Alcyane.
En 2017, CGI fait l’acquisition de Summa Technologies et de Paragon Solutions. Paragon Solutions est une firme de services-conseils spécialisée dans le secteur de la santé et des sciences de la vie. Summa Technologies est une firme de services-conseils en technologie établie à Pittsburgh. En outre, la même année, CGI fait l’acquisition d’ECS Team, une firme de TI établie à Greenwood Village, et de CTS Inc., une grande entreprise technologique établie à Birmingham,,.
En octobre 2017, CGI fait l'acquisition d'Affecto, société de services présente dans les pays suivants : Finlande, Suède, Norvège, Danemark, Lettonie, Lituanie, Estonie et Pologne. Cette acquisition augmente les effectifs de 1 000 professionnels dans le nord de l'Europe.
En mai 2018, CGI acquiert Facilité Informatique, une firme de services-conseils en TI ayant une solide présence locale à Montréal et à Québec.
En septembre 2018, CGI a annoncé sa fusion avec ckc AG. Cette entreprise offre des services de développement et de gestion agiles de logiciels.
En mars 2019, CGI fait l’acquisition d’Acando AB, dont le siège social est établi à Stockholm et qui compte 2 100 employés. Outre la Suède, la société est également présente en Norvège, en Allemagne et en Finlande. CGI sera en mesure d’accroître sa présence dans plusieurs secteurs commerciaux, dont l’industrie manufacturière, le commerce de détail et le secteur public.

## Controverses
CGI a fait face à des défis notables, notamment le départ de David B., dans le cadre de sa participation en 2013 au site Web «healthcare.gov» du gouvernement américain. Comme le rapporte Vanity Fair, le travail de CGI sur le site a frustré les responsables gouvernementaux en raison de délais non respectés, le directeur de l'exploitation du CMS déclarant : « Si nous pouvions les licencier, nous le ferions. » The Washington Post  a en outre souligné que les controverses précédentes sur le projet de l'entreprise n'avaient pas été prises en compte lors de l'attribution du contrat healthcare.gov. De plus, « Reuters » a documenté la décision du gouvernement américain de se séparer de CGI dû au fait que le site "n'a pas fonctionné lors de son lancement en octobre" et a connu des problèmes persistants, déclenchant encore davantage de débats politiques.
Par ailleurs, en Ontario, CGI a rencontré des problèmes avec un projet de registre médical en ligne. Le Washington Examiner a rapporté qu'eHealth, un organisme provincial de l'Ontario, a décidé d'annuler le contrat de 46,2 millions de dollars du Groupe CGI lié au registre en raison d'un retard de 14 mois. De plus, le contrat a été résilié et un groupe d'autres sociétés informatiques ont réussi à reproduire le registre, rendant le projet de CGI obsolète. Par conséquent, en raison de stipulations contractuelles exigeant un paiement seulement après une livraison satisfaisante, la province a refusé de payer CGI.
À Hawaï, la mise en œuvre de l'Affordable Care Act via le Hawaii Health Connector s'est heurtée à des obstacles importants, conduisant à la démission de sa directrice exécutive, Coral Andrews. Le Hawaii Health Connector avait obtenu un financement fédéral de 200 millions de dollars pour sa création, tandis que le Groupe CGI développait son site Web pour un coût de 53 millions de dollars. Cependant, le lancement du site Web le 1er octobre 2013 a rencontré de graves problèmes techniques, provoquant la frustration des utilisateurs en raison des pannes du site et de son inaccessibilité. Malgré les attentes des responsables, dont le gouverneur Neil Abercrombie, concernant un nombre important d'inscriptions, au 15 novembre 2013, seules 257 personnes avaient réussi à obtenir des soins de santé via la plateforme. La présidente du Sénat, Donna Mercado Kim, avait précédemment mis en garde contre l'emploi du groupe CGI, faisant référence à son implication dans le site Web problématique du département des impôts de l'État d'Hawaï.
CGI, qui a joué un rôle déterminant dans le développement du système fiscal informatisé d'Hawaï et d'un système de surveillance des maladies, a également fait l'objet d'un examen de la part du vérificateur de cet État. Le système installé par CGI a été crédité d'une augmentation de 66 millions de dollars des recettes fiscales depuis 2008. La législature de l'État a lancé un audit à la suite d'inquiétudes concernant le contrat de 25 millions de dollars attribué à CGI pour le système fiscal en souffrance et plusieurs autres contrats. Ces préoccupations ont été alimentées par des soupçons d'irrégularités dans le processus d'attribution du contrat et par la modification d'un contrat initial en faveur de CGI. L'accord modifié semble plus avantageux pour CGI que pour Hawaï, selon House Finance Chairman, Marcus Oshiro. L'audit a été influencé par les affirmations d'un ancien chercheur fiscal, Tu Duc Pham, qui a suggéré que l'accord révisé avec CGI favorisait indûment l'entreprise. Outre le fisc, les liens du ministère de la Santé avec CGI sont également en cours d'évaluation en raison des contrats non compétitifs attribués à la société. Dans l'ensemble, CGI a obtenu des contrats totalisant environ 90 millions de dollars de la part des ministères des Finances et de la Santé d'Hawaï depuis 1999, dont une part notable a été attribuée sans appel d'offres.

## Principaux actionnaires
Au 10 janvier 2020:
| Caisse de dépôt et placement du Québec | 15,6% |
| Fidelity (Canada) Asset Management     | 3,91% |
| Jarislowsky, Fraser                    | 3,36% |
| The Vanguard Group                     | 2,71% |
| BMO Asset Management                   | 2,67% |
| Invesco Advisers                       | 2,56% |
| Friess Associates                      | 1,97% |
| Royal Bank of Canada                   | 1,84% |
| BlackRock Investments Canada           | 1,46% |
| TD Asset Management                    | 1,20% |

## Chiffres
|                                                     | 2004  | 2009  | 2010  | 2012   | 2013   | 2015   | 2016   | 2017   | 2018   | 2019   | 2020   |
| --------------------------------------------------- | ----- | ----- | ----- | ------ | ------ | ------ | ------ | ------ | ------ | ------ | ------ |
| Nombre de salariés                                  | 25 K  | 26 K  | 31 K  | 72 K   | 68 K   | 65 K   | 68 K   | 70 K   | 71 K   | 77 K   | 78 K   |
| Chiffre d'affaires en millions de dollars canadiens | 3 200 | 3 800 | 3 700 | 10 000 | 10 100 | 10 300 | 10 700 | 10 700 | 11 500 | 12 111 | 12 164 |
| Nombre de bureaux                                   | 67    | 107   | 125   | 400    | 400    | 400    | 400    | 400    | 400    | 400    | 400    |

### Identité visuelle (logotype)

Logo CGI de 1976 à 1982
Logo CGI de 1982 à 1993
Logo CGI de 1993 à 1998
Logo CGI de 1998 à 2012
Logo de la filiale "CGI Federal" à partir de 2006
Logo CGI à partir de janvier 2013